# Oksen Lisovîi
Oksen Vasîlovîci Lisovîi (în ucraineană Оксен Васильович Лісовий; n. 21 iulie 1972, Regiunea Kiev, RSS Ucraineană) este un profesor ucrainean, care îndeplinește funcția de ministru al educației și științei⁠(d) din 21 martie 2023. Este directorul Micii Academii de Științe a Ucrainei⁠(d) din 2010. Deține titlul onorific „Lucrător emerit al educației din Ucraina” (2021) și este laureat al Premiului de Stat al Ucrainei pentru educație (2012).

## Biografie
Oksen Lisovîi este fiul disidentului sovietic⁠(d) Vasîl Lisovîi⁠(d) și al avocatei acestuia Vira Lisova⁠(d). În vara anului 1982, familia a plecat pentru a doua oară în exil în RASS Bureată⁠(d) și a locuit timp de doi ani în satul Ilka⁠(d), unde Vasîl a lucrat ca antrenor de gimnastică.
Oksen Lisovîi este absolvent al Școlii de artă populară din Reșetîlivka și a Universității de Stat de Cultură și Arte din Kiev⁠(d). Este doctor în filozofie; și-a susținut teza în 2012.
A lucrat ca profesor la Universitatea Națională a Academiei din Kiev-Mohîla⁠(d). A mai fost antrenor de scrimă și a deținut o funcție de conducere în Ukrtelecom. La 10 iunie 2010, Lisovîi a devenit director al Micii Academii de Științe a Ucrainei⁠(d). Este unul dintre fondatorii primului Muzeu de Știință din Ucraina, deschis în septembrie 2020.
După invazia rusă a Ucrainei din februarie 2022, Lisovîi s-a înscris ca voluntar în Brigada 95 de desant aerian⁠(d).
La 21 martie 2023, Rada Supremă a Ucrainei l-a numit pe Lisovîi în funcția de ministru al educației și științei⁠(d). Imediat a fost acuzat că plagiase teza din 2012; Lisovîi a reproșat că are „toleranță zero față de lipsa de integritate academică” și că, dacă acuzațiile se îndreptățesc, este gata să renunțe la titlul academic și, din poziția sa de ministru, să formeze o „cultură academică principial nouă”.

## Premii și recunoaștere
A fost decorat cu următoarele distincții:
- 2007 – Diploma de onoare a Ministerului Educației și Cercetării a Ucrainei[6]
- 2009 – distincția „Eminent în Educație” oferită de Ministerul Educației și Cercetării a Ucrainei[6]
- 2012 – Premiul de Stat al Ucrainei pentru educație (2012)[2]
- 2021 – titlul onorific „Lucrător emerit al educației din Ucraina” (2021)[2]

## Viață personală
Lisovîi este căsătorit și are doi fii.